# 蘭斯格羅夫 (愛荷華州)
蘭斯格羅夫（英語：Lambs Grove）是一個位於美國愛荷華州傑斯帕縣的城市。

## 地理
蘭斯格羅夫的座標為41°42′04″N 93°04′42″W / 41.70111°N 93.07833°W，而該地的平均海拔高度為282米（即919英尺）。

## 人口
根據2010年美國人口普查的數據，蘭斯格羅夫的面積為0.26平方千米，當中陸地面積為0.26平方千米，而水域面積為0.00平方千米。當地共有人口172人，而人口密度為每平方千米661人。